# Warrington North (circonscription britannique)
Pour les articles homonymes, voir Warrington.
 (décembre 2018).
Si vous disposez d'ouvrages ou d'articles de référence ou si vous connaissez des sites web de qualité traitant du thème abordé ici, merci de compléter l'article en donnant les références utiles à sa vérifiabilité et en les liant à la section « Notes et références ».
Circonscription parlementaire de la Chambre des communes
Warrington North est une circonscription électorale anglaise située dans le Cheshire et représentée à la Chambre des communes du Parlement britannique par Charlotte Nichols depuis 2019.

## Géographie
La circonscription comprend les zones nord et est de Warrington dont Birchwood, Orford, Padgate, Poulton et Woolston, ainsi que les localités de Burtonwood, Croft, 
Culcheth et Winwick.

## Histoire
La circonscription est créée pour les élections législatives de 1983 puis est modifiée en 1997 et 2010.